# Contea di Logan (Dakota del Nord)
La contea di Logan in inglese Logan County è una contea dello Stato del Dakota del Nord, negli Stati Uniti. La popolazione al censimento del 2000 era di 2 308 abitanti. Il capoluogo di contea è Napoleon.